# Thyreocephalus albertisi
Thyreocephalus albertisi är en skalbaggsart som beskrevs av Fauvel 1877. Thyreocephalus albertisi ingår i släktet Thyreocephalus och familjen kortvingar. Inga underarter finns listade i Catalogue of Life.